# Federweißer

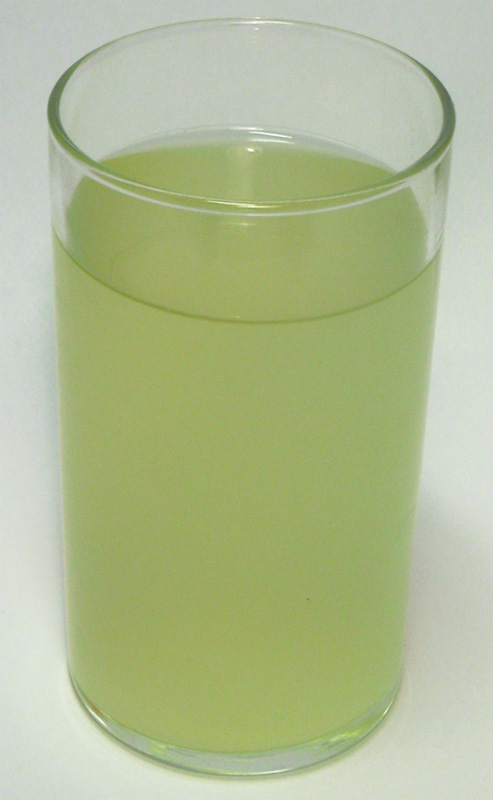
Vaso de Federweißer del Baden

La palabra alemana Federweißer y su equivalente en la zona austro-bávara Sturm se usan para denominar un tipo de vino nuevo. Se trata de un vino varietal a base de uva blanca, con una graduación alcohólica de alrededor del 4%. En realidad, es un mosto que apenas acaba de empezar a fermentar. Se pueden etiquetar como Federweißer todos los pasos intermedios entre el mosto puro y el vino blanco ya casi totalmente fermentado (a partir de ahí sería ya un vino joven). Este tipo de vino recibe también los apelativos de Bremser en Franconia, Sauser en Alsacia y Suiza, burčiak en Eslovaquia, burčák en la República Checa y bourru o vernache en Francia, "მაჭარი" (machari) en Georgia.
Debido a la presencia de anhídrido carbónico, el Federweißer es refrescante y no difiere demasiado de un vino espumoso. Debe consumirse a los pocos días de su compra, pues fermenta con rapidez. Debido a que la bebida está produciendo continuamente ácido carbónico, las botellas deben tener un tapón permeable y guardarse boca arriba.
El Federweißer es el fruto de la primera vendimia de la temporada y suele venderse entre septiembre y octubre. Es muy común acompañarlo de Zwiebelkuchen (pastel de cebolla) o castañas. En Alemania pueden ofrecerlo desde restaurantes hasta los Biergärten, sobre todo aquellos de zonas rurales. En Austria es típico de los Heuriger.
Al contrario que en el resto de la zona germanófona, en Suiza la palabra "Federweisser" (nótese que en alemán suizo no se usa el carácter "ß") tiene un9 significado totalmente distinto: se utiliza para el vino rosado.